# Barbara Britton
Barbara Britton (26 de septiembre de 1919 - 17 de enero de 1980) fue una actriz cinematográfica y televisiva estadounidense.

## Biografía
Nacida en Long Beach (California), Britton fue la primera actriz en encarnar a Laura Petrie en el programa piloto Head of the Family, el cual acabó siendo The Dick Van Dyke Show, interpretando entonces el papel Mary Tyler Moore. Britton firmó un contrato cinematográfico con Paramount Pictures en 1941, rodando sus dos primera películas ese mismo año, siendo la primera el western Secret of the Wasteland, con William Boyd, y la segunda Louisiana Purchase, con Bob Hope. Su primer trabajo en un film de importancia fue un pequeño papel en el film de 1942 interpretado por John Wayne Reap the Wild Wind.
En la década de 1940 rodó,15 películas, tres de ellas fueron sus trabajos cinematográficos más destacados, dos de ellas junto a Randolph Scott. La primera, con Scott, fue Captain Kidd (1945). La segunda fue The Virginian (1946), junto a Joel McCrea, y la tercera, con Randolph Scott, Gunfighters (1947). En 1948 volvió a actuar con Randolph Scott en el western Albuquerque, y ese mismo año trabajó con Gene Autry en Loaded Pistols. En total, a lo largo de su carrera, Britton actuó en 26 filmes.
Britoon, a causa de un traumatismo sufrido durante el rodaje del film bélico de 1943 So Proudly We Hail!, buscó en 1944 la ayuda del médico y psicoanalista Dr. Eugene J. Czukor. Britton y el Dr. Czukor (22 años mayor que ella) se casaron al  poco tiempo, permaneciendo unidos hasta el fallecimiento de la actriz.
Britton protagonizó el show televisivo de los años cincuenta Mr. and Mrs. North, una producción de misterio que interpretaba junto a Richard Denning y Francis De Sales. La actriz fue también conocida por ser portavoz de los productos de la marca Revlon en las décadas de 1950 y 1960, actuando en su publicidad y en sus anuncios, entre ellos los espacios en directo televisados en The $64,000 Question. Uno de los últimos papeles de Britton tuvo lugar en la serie televisiva One Life to Live en 1979, un año antes de ocurrir su fallecimiento.
Durante muchos años Britton y su marido vivieron en Bethel (Connecticut), antes de mudarse a Woodbury (Connecticut). Su hija mayor, Christina Britton, se hizo actriz y cantante de opera, mientras que su hijo Ted actuó episódicamente en televisión. Se viudo, el Dr. Eugene Czukor, falleció en 1989, a los 92 años de edad.
Barbara Britton falleció en la ciudad de Nueva York en 1980 a causa de un cáncer de estómago. Tenía 60 años de edad.

## Selección de su filmografía
| Año  | Título                   |
| ---- | ------------------------ |
| 1941 | Secret of the Wastelands |
| 1942 | Reap the Wild Wind       |
| 1942 | Wake Island              |
| 1943 | So Proudly We Hail!      |
| 1943 | Young and Willing        |
| 1943 | Freedom Comes High       |
| 1944 | The Story of Dr. Wassell |
| 1945 | Captain Kidd             |
| 1946 | The Virginian            |
| 1946 | They Made Me a Killer    |
| 1948 | Albuquerque              |
| 1948 | Loaded Pistols           |
| 1948 | Mr. Reckless             |
| 1949 | I Shot Jesse James       |
| 1949 | Cover Up                 |
| 1950 | Champagne for Caesar     |
| 1950 | The Bandit Queen         |
| 1952 | Bwana Devil              |
| 1955 | The Spoilers             |
| 1955 | Ain't Misbehavin'        |